# Lamothe-Landerron
 Lamothe-Landerron  là một xã thuộc tỉnh Gironde trong vùng Nouvelle-Aquitaine tây nam nước Pháp.